# Chomýž
Chomýž är en ort i Tjeckien.   Den ligger i regionen Zlín, i den östra delen av landet, 250 km öster om huvudstaden Prag. Chomýž ligger 297 meter över havet och antalet invånare är 353.
Terrängen runt Chomýž är kuperad åt sydost, men åt nordväst är den platt. Terrängen runt Chomýž sluttar västerut. Runt Chomýž är det ganska tätbefolkat, med 160 invånare per kvadratkilometer. Närmaste större samhälle är Zlín, 15,2 km söder om Chomýž. Trakten runt Chomýž består till största delen av jordbruksmark.